# Peter Dodson
Peter Dodson (Ross, 20 augustus 1946) is een Amerikaans paleontoloog die vele verhandelingen over dinosauriërs geschreven heeft.
Dodson is gespecialiseerd in Ceratopia (gehoornde dinosauriërs), maar schreef ook verschillende verhandelingen en boeken over Hadrosauridae en Sauropoda. Hij beschreef meerdere soorten Dinosauria, bv. Avaceratops lammersi (1986) en Suuwassea emilieae (2004).
Hij was veldpaleontoloog in China, Argentinië, Egypte, Madagaskar, India, Verenigde Staten en Canada. Hij is professor dierlijke anatomie en paleontologie van gewervelden (Universiteit van Pennsylvania) en doceerde religieuze studies, geschiedenis, geologie en de geschiedenis en sociologie van de wetenschap. Dodson is ook als onderzoeker verbonden aan de Academy of Natural Sciences.
Nezpercius dodsoni, een fossiele kikker uit het Boven-Krijt van Montana (Judith River Formation, V.S.), werd door zijn studenten naar hem genoemd.
Oorspronkelijk was Dodson sceptisch betreffende de theorie over de oorsprong van de vogels uit de dinosauriërs, nu ondersteunt hij deze sedert enkele jaren.

## Publicaties
Dodson heeft meegewerkt aan verschillende boeken over dinosauriërs. Hij schreef zelf ook meerdere boeken.
- Dodson, P. & P. Lerangis (1990) Giant Dinosaurs. Scholastic.
- Dodson, P. & P. Lerangis (1991) Baby Dinosaurs. Scholastic.
- Dodson, P. (1992) Discover Dinosaurs (unbound).
- Dodson, P. (1995) An Alphabet of Dinosaurs. Scholastic.
- Dodson, P. (1996) The Horned Dinosaurs. Princeton University Press : Princeton.
- Currie, P.J. en K. Padian (hoofdredacteurs) (1997) Encyclopedia of Dinosaurs Academic Press
- Weishampel, D.B., P. Dodson & H. Osmólska (2004) The Dinosauria. University of California Press.
- Dodson, P. & J. Bindon (2010) Diplodocus Up Close: Long-Necked Dinosaur. Kindle Edition.
- Dodson, P., B. Walters & L. Fields (2010) Stegosaurus Up Close: Plated Dinosaur Kindle Edition.

- Bibliothèque nationale de France: cb12416640p (data)
- CiNii: DA00537943
- Gemeinsame Normdatei: 1125950315
- International Standard Name Identifier: 0000 0001 1655 2502
- Library of Congress Control Number: n79066569
- Nationale Bibliotheek van Letland: 000032139
- Nationale Bibliotheek van Israël: 987007446947405171
- Nederlandse Thesaurus van Auteursnamen: 072043377
- SNAC: w68b6164
- Système universitaire de documentation: 033284954
- Virtual International Authority File: 61636250
- WorldCat: E39PBJgRRk3BgtXdMvwvBbvj4q